# 波昂圍城戰 (1673年)
波昂圍城戰發生於1673年11月3日至12日，是法荷戰爭中的一場圍城戰。為逼退路易十四的法軍，荷蘭在1673年發動反攻。威廉三世率領的荷軍、西軍以及拉依蒙多·蒙特庫科利率領的神聖羅馬帝國軍隊，包圍了位於波昂的駐軍（由法軍、明斯特主教國、科隆選侯國組成）。經過九天的圍城後，聯軍攻陷了波昂並俘虜了守軍。

## 前事和过程

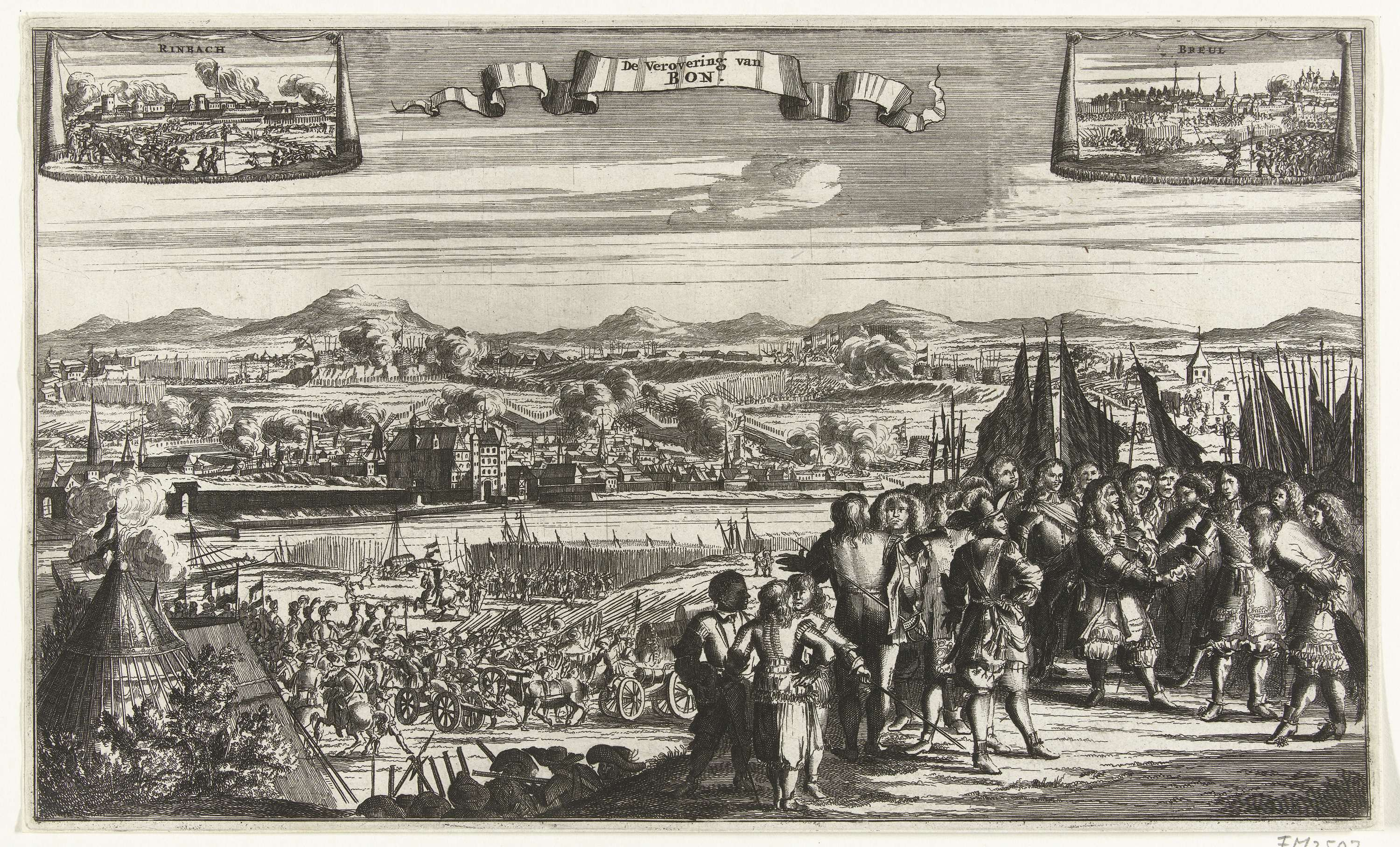
1673年伯恩围城战

伯恩当时是法国和与之同盟的科隆選侯國的重要要塞。虽然法国军队占领多座德国城市，但是信奉天主教的德国皇帝利奥波德一世却一直不愿与新教的荷蘭國會联盟。一直到法国占领了阿尔萨斯的科尔马和与支持皇帝的特里尔后他才放弃亲法政策，决定对路易十四作战。法国进攻西屬尼德蘭、荷兰共和国和德国城市后德国皇帝、西班牙军队和荷兰军队的第一个攻势是朝向伯恩。这一步使得法国大吃一惊。经过一系列败仗后法军不断撤退。威廉三世带领的荷兰军队以及拉依蒙多·蒙特库科利率领的西班牙和神圣罗马帝国的军队逼近伯恩，他们的目的在于切断法国通过莱茵河给其军队提供补给。
科隆选帝侯和大主教从他的首都伯恩逃亡科隆。1673年11月3日皇帝军队的前锋抵达伯恩。11月8日皇帝军队开始炮轰伯恩。1673年11月12日伯恩的守兵投降。他们可以撤出伯恩，甚至可以把两门炮带到诺伊斯。

## 后果
伯恩被占领后科隆选帝侯和明斯特采邑主教被迫与荷兰谈和。1674年4月22日明斯特采邑主教區签署和平条约，5月11日科隆选帝侯国也签署和平条约。法国不但失去了两个盟友，而且它无法通过莱茵河补给它在荷兰的军队。多次对荷兰洗劫后法军撤出。英国也不想继续与荷兰作战因此开始和谈。
在从伯恩撤出时法军不得不把一座当时现代化的船桥留下。

## 书籍
- Franz H. Ungewitter: Geschichte der Niederlande. 第一卷： Geschichte der Niederlande bis mit dem Jahre 1830. Hinrichs, Leipzig 1832, S. 186, (Digitalisat （页面存档备份，存于）).
- Georg Bernhard Depping: Geschichte des Krieges der Münsterer und Cölner, im Bündnisse mit Frankreich, gegen Holland in den Jahren 1672, 1673 und 1674. Theissing, Münster 1840, 199–292页, (数据化版本 （页面存档备份，存于）).